# Могельсберг
Могельсберг (нем. Mogelsberg) — деревня и бывшая коммуна в Швейцарии, курорт, находится в кантоне Санкт-Галлен.
До 2008 года имела статус отдельной коммуны. 1 января 2009 была объединена с коммунами Бруннадерн и Санкт-Петерцелль в новую коммуну Неккерталь.
Входит в состав округа Тоггенбург. Население составляет 2192 человека (на 31 декабря 2006 года). Официальный код — 3406.